# 遅咲きじじい
『遅咲きじじい』（おそざきじじい）は、小林よしのりによる日本の漫画作品。『ビッグコミック』（小学館）2006年14号から2008年にかけて連載された。単行本は全3巻。
小林にとっては『おぼっちゃまくん』以来の久々の雑誌連載のギャグ漫画である。

## 概要
定年退職後の62歳の老人・遅咲散太郎の気ままな生活を描くギャグ漫画。主人公を含め大人びた孫、臭いフェチの巨乳美人、幽霊の妻など登場人物のほとんどがどこかしら異常・変態である。

## 主要登場人物
遅咲 散太郎（おそざき ちりたろう）
本作品の主人公。62歳、牡羊型、O型。2年前に定年退職後、悠々自適のシルバーライフを送る｡妻に先立たれ一人暮らし。特技は射撃。カラオケの十八番は「歯周病ブルース」。
優にプロポーズされ、迷いながら優との温泉旅行についていったところ、執拗に誘惑され、ついに関係を結んでしまう。
やがてそれは翔太郎と虹子の知れるところになる。
翔太郎（しょうたろう）
散太郎の孫。小学生だが優の巨乳に興味を持つなど大人びた性格。
三木谷 優（みきたに ゆう）
エッセイスト。散太郎から「モニカ・ベルッチ」と形容される巨乳の持ち主。散太郎から「ミキータ」の愛称で呼ばれる。匂いフェチで図書館で知り合った散太郎の体臭（加齢臭）に魅せられる。以来散太郎を「チリ様」と呼び慕っている。
最近親からお見合いを勧められ相手と散太郎の板ばさみに苦しんだが、最終的に散太郎を選んだ。
遅咲 千明（おそざき ちあき）
2年前に死んだ散太郎の妻。死後幽霊となり散太郎の前に時折現れる。
毛微 光一（けび こういち）
誰が見てもヅラだとわかる大きなカツラ（1000万円で購入）を身につけている。妻子ある身ながら犬を連れて散歩していた美雨に一目ぼれをする。学生時代に100メートル12秒で走ったという俊足の持ち主。
散太郎が優からプロポーズされたときには、苦郎・明次と共に結婚に賛成していた。
白川 美雨（しらかわ みう）
未亡人。犬の散歩中にマナー違反を叱った散太郎に一目ぼれをする。
白川 沙也加（しらかわ さやか）
美雨の娘。光一の姿を見た当初「ヅラかぶりじじい」と酷評するが、光一の真面目さに感心して見直す。
森本 苦郎（もりもと くろう）
散太郎と同期で退職した男。退職後の肩書きや身分がない生活に耐えられず「世帯主 森本苦郎」と書かれた名刺を持ち歩く。銭湯で裸になってもネクタイを締めるほど社会人生活に未練を残している。
散太郎が優からプロポーズされたときには、光一・明次と共に結婚に賛成していた。
無価月 忍（むかつき しのぶ）
翔太郎の同級生。翔太郎たちからいじめを受けるが、散太郎の助言で復讐を思い立つ。
本間（ほんま）
優の担当編集者。イケメン。
坂本 明次（さかもと みょうじ）
61歳。自分がバンドリーダーを務める「明次しゃんバンド」に散太郎をボーカルに勧誘する。オリジナルソング『ラブ三千里』を持つ。
散太郎が優からプロポーズされたときには、苦郎・光一と共に結婚に賛成していた。
藤岡（ふじおか）
「明次しゃんバンド」でベースを務める。
丸井（まるい）
「明次しゃんバンド」でキーボードを務める。
本田（ほんだ）
「明次しゃんバンド」でドラムを務める。
清川 虹子（きよかわ にじこ）
歌手の菊川きよしの追っかけをしていたが、あるきっかけから散太郎につきまとうようになる。実は散太郎が好き。73歳。アパートの大家をやっている。モデルは氷川きよしの大ファンだという小林の母親。
散太郎が優からプロポーズを受けたことを知り、彼女を振るよう散太郎に勧めるが、優が散太郎を温泉旅行に連れ出したことを聞いて翔太郎とともに後を追いかける。
神部 幹夫（かんべ みきお）
定年退職した男。覗きが趣味で「生活研究」と称しアパートの風呂場を覗く。
早咲 老之介（はやさき おいのすけ）
若い頃にギャグ漫画『灯台一直線』で大ヒットを飛ばした漫画家。しかしその後は鳴かず飛ばずで財産をなくし、公園で暮らすホームレスとなった。
『灯台一直線』の愛読者であった散太郎の世話で再び、漫画を描く決心をする。
ちなみにカラスと会話できる。

## エピグラム
各話の冒頭に西洋・インドおよび日本の哲学者や文学者の「老い」や「老人」に関するエピグラムが掲載されている。
- 第1話 ヴェルレエヌ『選ばれてある事の恍惚と不安と二つわれにあり』
- 第2話 キケロー（「老年について」）『無謀は若い盛りの、深謀は老いゆく世代の、持ち前というわけだ』
- 第3話 セネカ（「人生の短さについて」）『われわれは人生に不足しているのではなく濫費しているのである』
- 第4話 サミュエル・ウルマン（「青春」）『年を重ねただけで人は老いない。理想を失うときに初めて老いがくる』
- 第5話 キケロー（「老年について」）『老年が惨めなものと思われる理由。第一に、老年は公の活動から遠ざけるから』
- 第6話 シャンフォール（「性格と逸話」）『人は人生のそれぞれの時期に初心者に戻る』
- 第7話 ストバイオス（「アンソロジー」）『ライオンの老年は小鹿の青春より価値がある』
- 第8話 伊藤整（「変容」）『老齢の好色といわれているものこそ、残った命への抑圧の排除の願いであり、また命への讃歌である』
- 第9話 オウディウス（「変形譚」）『灰の中に深く現れた情熱の火は最も激しい』
- 第10話 プラトン（「饗宴」）『老齢は明らかに迅速なり。われわれに必要以上に迅速に切迫す』
- 第11話 ラ・ブリュイエール（「ひとさまざま－人間について」）『恋する老人は自然界における大きな奇形である』
- 第12話 ラ・ロシュフコー（「道徳的反省」）『女たちにとっての地獄は老いである』
- 第13話 ジョヴァンニ・ボッカッチョ（「デカメロン」）『葱の頭は白いが、茎はまだ青い』
- 第14話 ミシェル・ド・モンテーニュ（「エセー」）『老年はわれわれの顔よりも心に多くの皺を刻む』
- 第15話 龍樹（「大智度論」）『老いては則ち子に従う』
- 第16話 ジューベル（「パンセ」）『老人は民衆の威厳である』
- 第17話 萩原朔太郎（「萩原朔太郎詩集」）『人の年老いて行くことを、たれが成長と考へるか。老は成長でもなく退歩でもない。ただ「変化」である』
- 第18話 ジューベル（「パンセ」）『若い人たちの情熱も、老人にあっては悪徳である』
- 第20話 ポワロー（「詩法」）『それぞれの時期に見合った、快楽と知性と道徳がある。』
- 第22話 ベンジャミン・ディズレーリ（「コニングスピー」）『青年期は大失策であり、壮年期は闘争であり、老年期は悔悟である。』
- 第23話 フリードリヒ3世（「ヴィンクグレフ箴言集」）『老人を丁寧に穏やかに殺そうと思えば若い妻をあてがえばよい。老人には効果満点の毒薬である。』
- 第24話 オスカー・ワイルド（「ドリアン・グレイの肖像」）『若い人たちは誠実になろうと欲するが、そうはできない。老いたる人たちは不誠実になろうとするが、そうはできない』
- 第25話 ジャン＝ジャック・ルソー（「エミール」）『もっとも長生きした人とは、もっとも多くの歳月を生きた人ではなく、もっともよく人生を体験した人だ』
- 第26話 テオフラストウス（「断片」）『われわれの生は、われわれが生の問題を理解し始めた瞬間に閉ざさる』
- 第27話 聖ヒエロニムス（「書簡集」）『疲れた牛は力強い足跡を残す』